# Paul Étienne de Villiers du Terrage

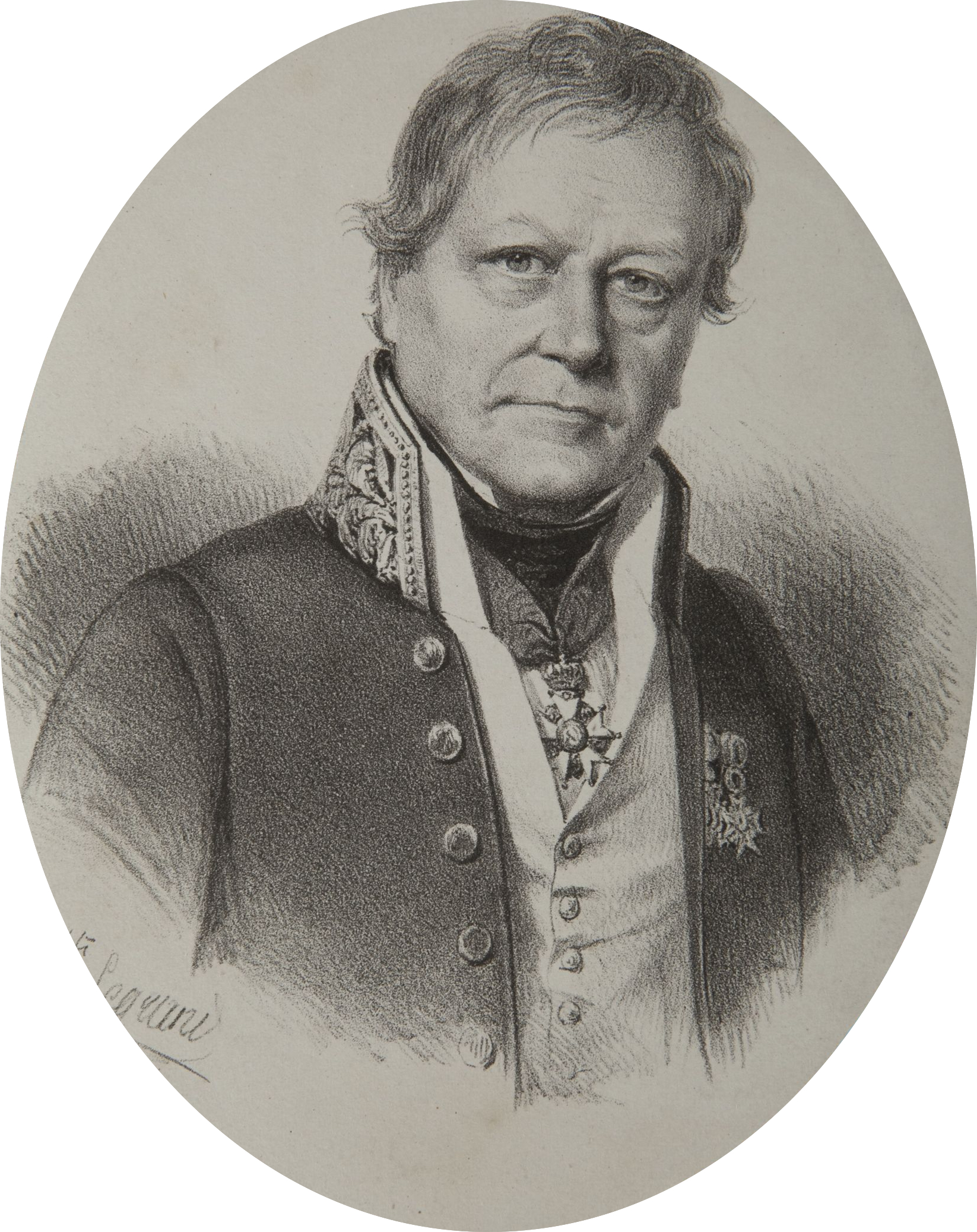
Paul Étienne de Villiers du Terrage

Paul-Étienne de Villiers du Terrage (Versailles, 24 januari 1774 - Tours, 20 december 1858) was een hooggeplaatste Franse politicus. In de Franse tijd was De Villiers du Terrage tussen 1811 en 1813 directeur van de politie in de Nederlandse regering tijdens de Franse tijd. Zijn broer was Édouard de Villiers du Terrage die Napoleon vergezelde naar Egypte.

## Biografie
Voor zijn komst naar Nederland bekleedde Paul Étienne de Villiers du Terrage een hoge politiefunctie in Boulogne-sur-Mer. Na moeilijke overtocht over het Hollandsch Diep arriveerde hij op 9 januari 1811 in Amsterdam om de functie van directeur-generaal van de politie te bekleden. De Villiers du Terrage pakte naar aanleiding van de verhoren van Augustijn Maas de revolutionaire joodse voorman Hartog de Hartog Lemon op vanwege een mogelijk complot tegen het Franse gezag. Op 15 november 1813 verliet De Villiers samen met enkele andere Franse gezagsdragers Nederland weer nadat de kozakken het land binnen waren getrokken.

## Onderscheidingen
- Chevalier de l'Empire : 21 december 1808
- Vicomte : 26 februari 1825
- Commandeur de la Légion d'honneur : 26 mei 1837
- Ridder in de orde van Karel III

## Publicaties
- Résumé chronologique de l'histoire universelle (1815)
- Loisir d'un magistrat (1831)
- Poésies morales et historiques (1836)

- Bibliothèque nationale de France: cb10716476c (data)
- Biografisch Portaal: 08926349
- International Standard Name Identifier: 0000 0000 0000 1215
- Base Léonore: LH//2722/21
- Système universitaire de documentation: 15747223X
- Virtual International Authority File: 9837971
- WorldCat: E39PBJktmmjxbB68G7YFPmqfbd